# Planta de Sankt Gallen

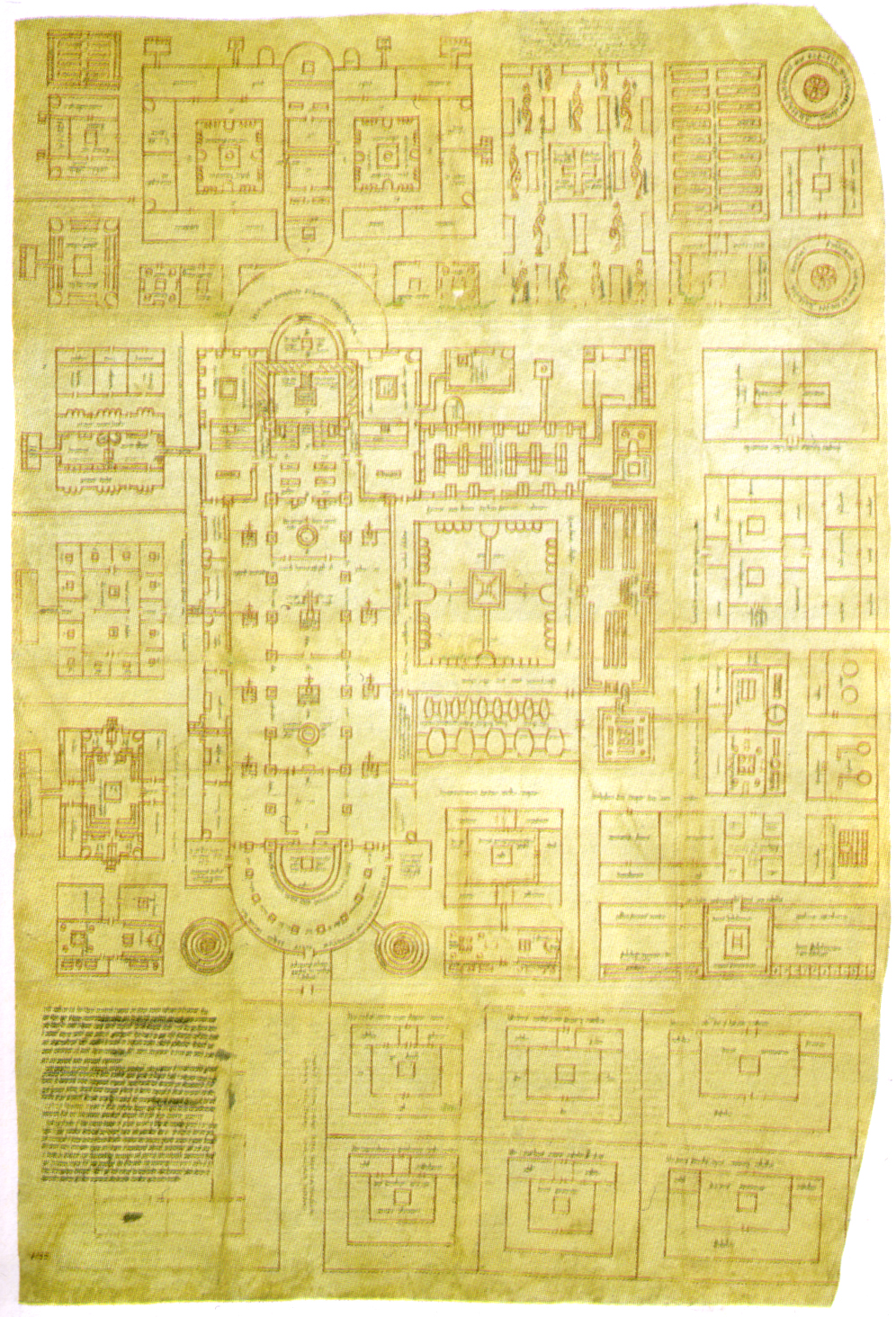
Planta de Saint Gall. Reichenau, principios del.

La planta de Sankt Gallen o de San Gall es un famoso dibujo arquitectónico medieval de un complejo monástico que data de principios del siglo IX. Se conserva en la Biblioteca de la Abadía de San Gall, codex sangalliense 1092. Es el único dibujo arquitectónico que se conserva de los aproximadamente 700 años que van desde la caída del Imperio romano de Occidente y el siglo XIII. Se considera un tesoro nacional de Suiza y sigue siendo un objeto de mucho interés entre modernos eruditos, arquitectos, artistas y dibujantes por su unicidad, su belleza, y las penetraciones que proporciona en la cultura medieval.

## Descripción

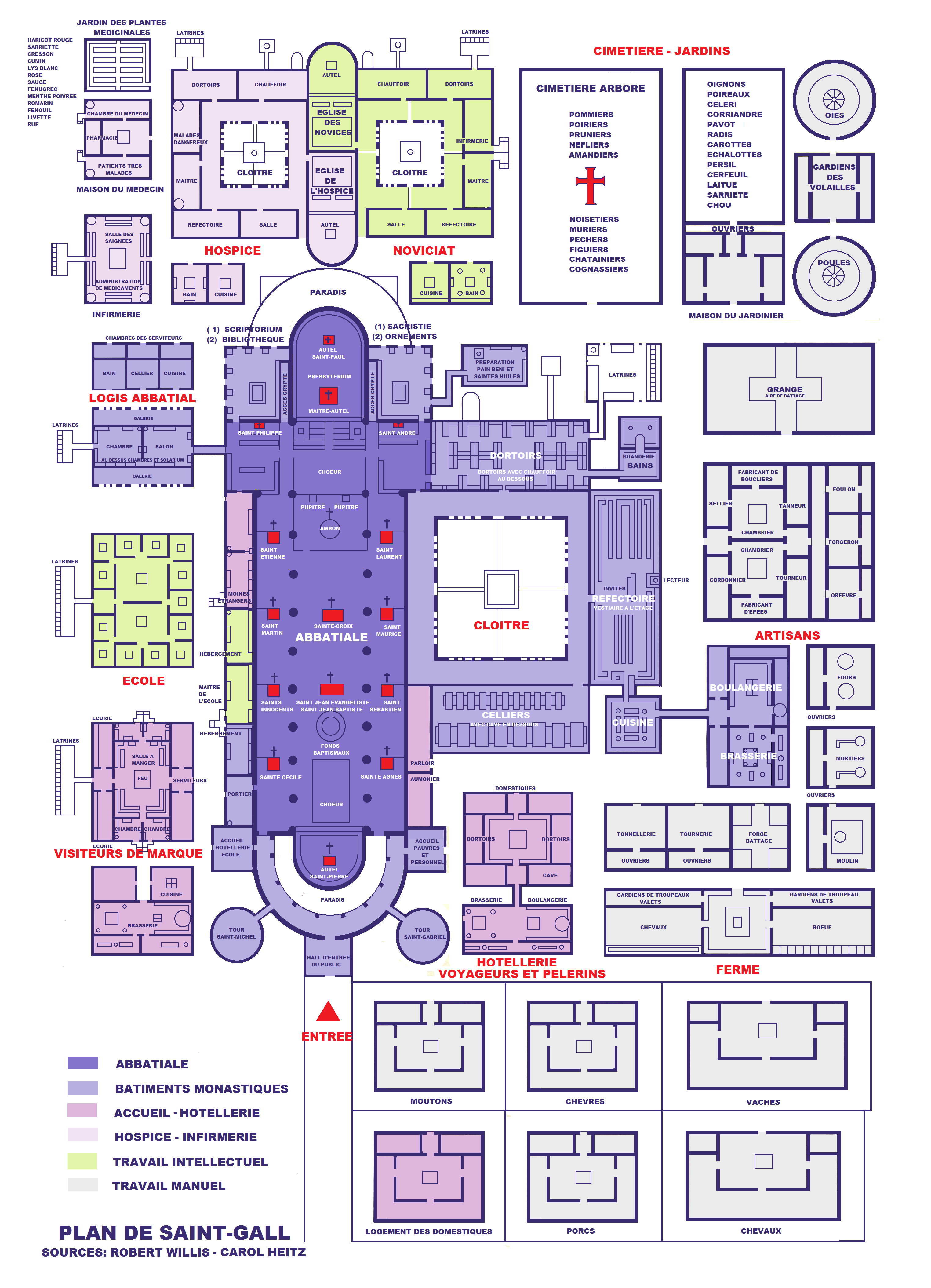
Reelaboración moderna de la llamada Planta de Saint-Gall, o utopía de Saint Gall

La planta representa un completo conjunto monástico benedictino incluyendo iglesias, casas, establos, cocinas, talleres, cervecería, enfermería, e incluso una casa especial para las sangrías. Esta planta nunca fue realmente construida, y fue llamada así porque fue conservada en la famosa biblioteca medieval de la abadía de St. Gall, donde todavía permanece hoy día. Fue dibujada en un scriptorium en Reichenau en la tercera década del siglo IX, dedicada al abad Gozbert (816-836) de San Gall.

La planta fue creada a partir de cinco pergaminos cosidos juntos, midiendo 113 cm por 78 cm y está dibujada con líneas de tinta roja para los edificios, y de tinta marrón para los rótulos. Está dibujada en una escala inusual de 1:192 (aunque como se explica detalladamente en la obra The Plan of St. Gall in brief, de Lorna Price, correspondería a 1/16 de un pie, lo que no sería tan sorprendente sino necesario para dibujar toda la planta general en ese tamaño de pergamino). El reverso de la planta se inscribió en el siglo XII, después de haber sido doblada en forma de libro, con la Life of Saint Martin de Sulpicius Severus. Cerca de 350 apéndices parcialmente rimados en las escrituras de dos escribas diferentes describen las funciones de los edificios. La dedicación al abad Gozbert está escrita en el margen.
Debido a que la planta no corresponde a ningún lugar que realmente fuera construido, casi todos los aspectos de la Planta han sido discutidos por los eruditos modernos. Los debates continúan sobre cuestiones como qué sistema de medida fue utilizado; sobre si la escala es una escala única para todo la planta o variada para los diferentes elementos; si la planta es una copia de un prototipo perdido o el original; si es un reflejo de las ideas de un solo individuo, o de las del consejo monástico.
A pesar de lo desconocido, se ha aprendido mucho sobre la vida medieval a partir de esta Planta. La ausencia de calefacción en el comedor, por ejemplo, puede no haber sido un descuido, sino que estaba destinado a desalentar el disfrute excesivo de las comidas. En los cuarteles de 120-150 monjes, sus invitados y visitantes, la proporción de asientos de inodoro era mejor que la que los códigos higiénicos modernos prescribirían.

### La organización del monasterio
La planta de Saint-Gall, dibujada después del concilio de Aquisgrán del año 817, corresponde a una abadía destinada a la oración, al trabajo manual e intelectual, a la recepción de anfitriones, al cuidado de los enfermos de acuerdo con las normas monásticas dignas que los reyes prescrivían para sus propios dominios. Esta disposición parece tan establecida que debe ser el resultado de una evolución a lo largo de varias décadas. La fórmula contenida en la planta de Saint-Gall se convirtió en una forma estándar que se pueden encontrar en Fontenay hacia 1140, en Poitou al final del siglo XI y principios del siglo XII. La transmisión quedó asegurada por Cluny, cuyo claustro desde el comienzo del siglo XI, se alinea estrechamente con las prescripciones de la planta.
Todas las construcciones están dispuestas alrededor de la iglesia, lugar de la oración. Es un edificio monumental de más de cien metros de largo, provisto de dos ábsides opuestos con predominio de la cabecera oriental. Tiene una de las primeras criptas-salas carolingias que albergaba el sarcófago de Saint Gall y de un transepto. La iglesia innovó en dos puntos importantes: un módulo preciso de 40x40 pies, las dimensiones del cuadrado central del transepto (crucero) y al que obedecen todos los datos numéricos de la planta. Ese número 40 simbolizaba la paciencia y la penitencia. El otro dato importante es el del ábside occidental, dedicado a san Pedro, que toma el lugar de westwerk de la mayoría de las grandes iglesias carolingias. Esta desaparición coincide con el debilitamiento del poder real y del vocable que con mayor frecuencia se asociaba con él, el del Salvador.

### La dedicatoria
La planta fue dedicada a Gozbertus, el abad de San Gall en 816-836.

Para ti, mi más dulce hijo Gozbertus, he dibujado esta breve copia anotada de la disposición de los edificios monásticos, con la cual puedes ejercitar tu ingenio y reconocer mi devoción, por lo que confío en que no me encuentres lento en satisfacer tus deseos. No te imagines que he emprendido esta tarea suponiendo que necesites nuestra instrucción, sino que creas que por amor a Dios y en el celo amistoso de la hermandad he representado esto solo para ti para escudriñar. Adiós en Cristo, siempre atentos a nosotros, amén.
Haec tibi dulcissime fili cozb(er)te de posicione officinarum paucis examplata direxi, quibus sollertiam exerceas tuam, meamq(ue) devotione(m) utcumq(ue) cognoscas, qua tuae bonae voluntari satisfacere me segnem non inveniri confido. Ne suspiceris autem me haic ideo elaborasse, quod vos putemus n(ost)ris indigere magisteriis, sed potius ob amore(m) dei tibi soli p(er) scrutinanda pinxisse amicabili fr(ater)nitatis intuitu crede. Vale in Chr(ist)o semp(er) memor n(ost)ri ame(n).

## Obras derivadas

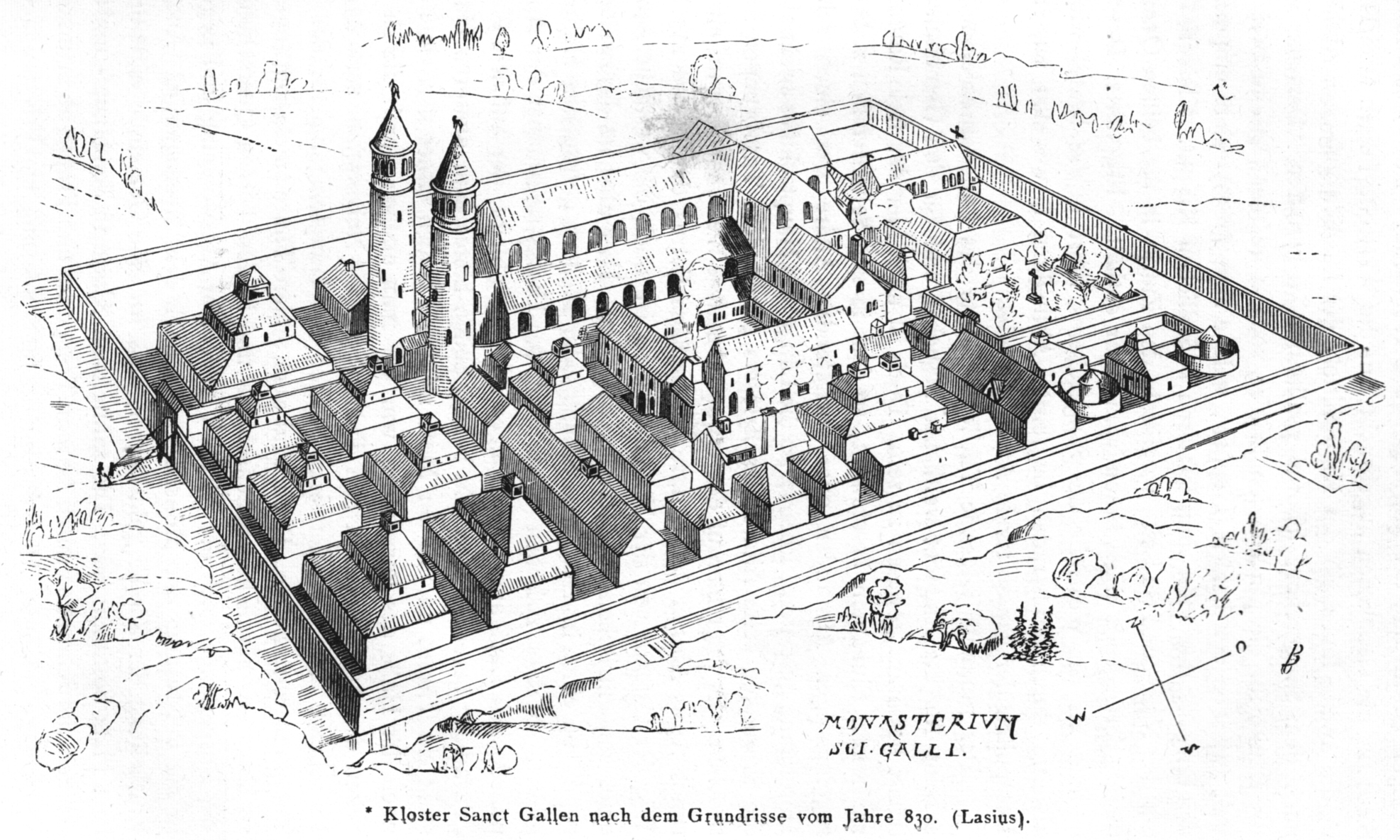
Reconstrucción artística de los edificios de la Planta, de J. Rudolf Rahn, 1876.

### Horn y Born
Walter Horn y Ernest Born publicaron en 1979 un libro en tres volúmenes The Plan of St. Gall [La Planta de St. Gall] (Berkeley, California, University of California Press), que es ampliamente considerado como la obra definitiva en inglés. Hay una edición condensada de un solo volumen que fue publicada en 1982 como The Plan of St. Gall - In Brief.
Según Horn, la planta sería una copia de un modelo original de un monasterio ideal creado en dos sínodos de la reforma carolingia celebrados en Aquisgrán en 816 y 817. El propósito de esos sínodos era establecer monasterios benedictinos en todo el Imperio carolingio como un baluarte contra la invasión de misioneros monásticos cristianos procedentes de Gran Bretaña e Irlanda, que estaban llevando influencias del estilo de vida celta al continente (ver arte celta).

### Umberto Eco
Según Earl Anderson (Cleveland State University), es probable que Umberto Eco haya hecho referencia a la Planta en su novela El nombre de la rosa al mencionar Adso (un personaje del libro) «quizás más grande pero menos bien proporcionado»" (p. 26). Adso menciona los monasterios reales que había visto en Suiza y Francia (San Gall, Cluny, Fontenay), pero que el estándar de "proporción" mayoritaramente se refiere a la carolingia (siglo IX) "Planta de San Gall", que establece una planta arquitectónica para un monasterio ideal.

### Maquetas
Actualmente hay una verdadera tradición de maquetas construidas a partir de la Planta. En 1965, Ernest Born y otros crearon una maqueta a escala de la Planta para la exposición Age of Charlemagne , en Aachen, Alemania. Esa maqueta fue la inspiración del libro de 1979, pero también fue la primera de una tradición de modelar la planta. Más recientemente, la Planta ha sido modelada en computadoras con software de CAD.

### Campus Galli
Campus Galli es una comunidad monástica carolingia en construcción en Meßkirch, Baden-Württemberg, Alemania. El proyecto de construcción incluye planes para construir un monasterio medieval de acuerdo con la Planta de San Gall del siglo IX utilizando técnicas de esa época. La financiación a largo plazo del proyecto debe provenir de los ingresos generados por la gestión del sitio como una atracción turística. El sitio de construcción ha quedado abierto a los visitantes desde junio de 2013.

### Proyecto St. Gall
El Proyecto St. Gall fue creado para producir una presencia digital en línea para la Planta, incluyendo modelos y una extensa base de datos en línea sobre la cultura monástica medieval temprana. El proyecto es dirigido por Patrick Geary (UCLA) y Bernard Frischer (University of Virginia) con fondos de la Fundación Andrew W. Mellon. El sitio web fue puesto creado en diciembre de 2007. Fuentes futuras incluirán aspectos intelectuales y textuales de la Planta y el monaquismo; espacio para la publicación de nuevos artículos e investigaciones, planes de lecciones y ayudantes de enseñanza, blogs y salas de chat.